# ماهیگیری تجاری

ماهیگیری تجاری خرچنگ در رودخانه البه در ژوئن ۲۰۰۷.

ماهیگیری تجاری فعالیت صید ماهی و دیگر غذاهای دریایی برای سود تجاری است که بیشتر از ماهیگیری در طبیعت است. مقدار زیادی غذا را برای بسیاری از کشورهای جهان فراهم می‌کند، اما کسانی که آن را به عنوان یک صنعت انجام می‌دهند، اغلب باید ماهی را در اقیانوس‌ها در شرایط نامطلوب دنبال کنند. ماهیگیری تجاری در مقیاس بزرگ به عنوان ماهیگیری صنعتی نیز شناخته می‌شود.

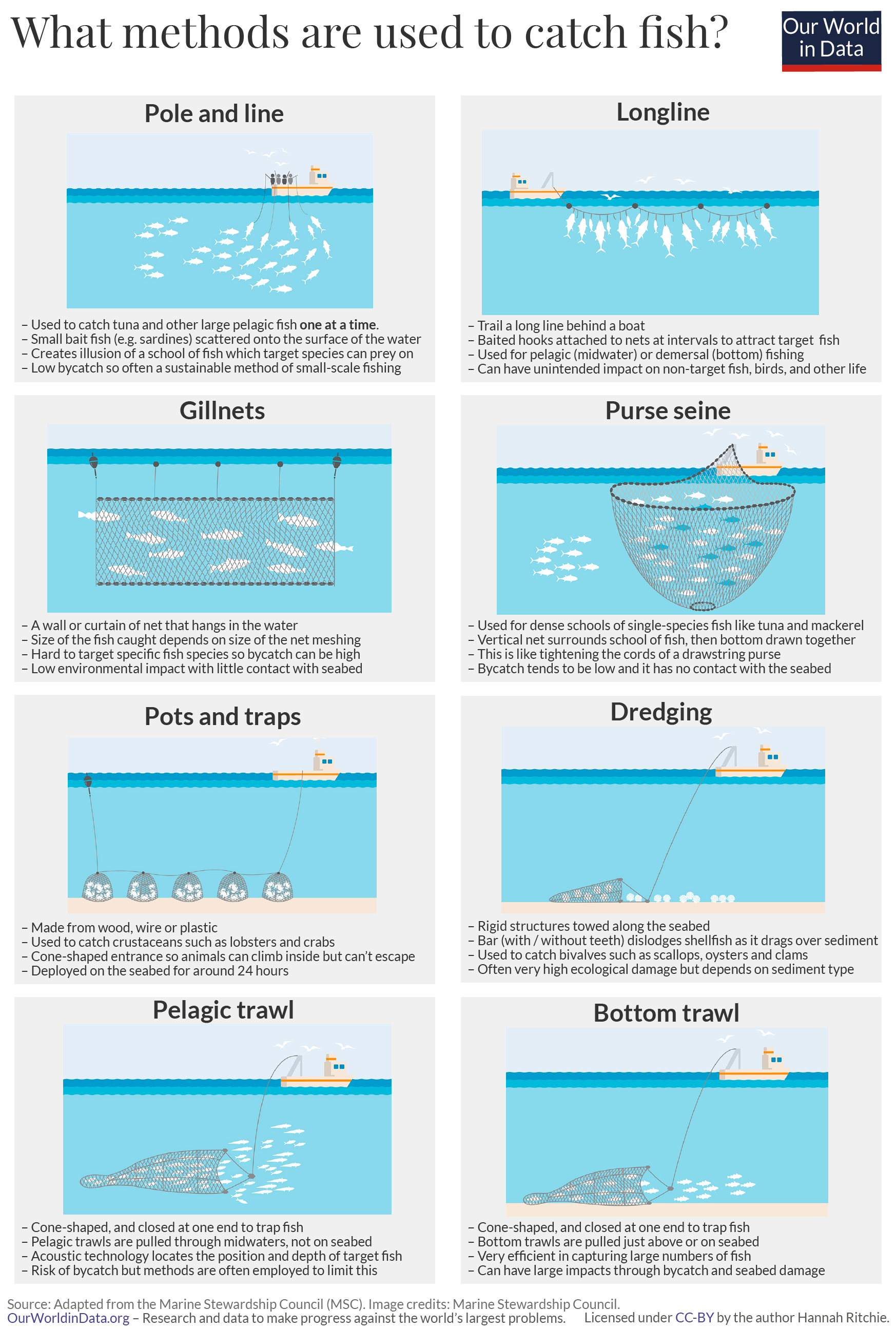
تکنیک‌های اصلی ماهیگیری صید ترال کف نابودکننده است.